# Hippolyte Bonnardel
Pour les articles homonymes, voir Bonnardel.
Pierre-Antoine-Hippolyte Bonnardel, dit Hippolyte Bonnardel, né le 14 janvier 1824 à Bonnay (Saône-et-Loire), mort le 2 juillet 1856 à Rome, est un sculpteur français, lauréat du prix de Rome en 1851.

## Biographie
Bonnardel entre à l’école des beaux-arts de Paris le 3 avril 1844 dans les ateliers des sculpteurs Auguste Dumont et Jules Ramey.
Après avoir été récompensé en 1847 par le second prix de Rome de sculpture, il obtient le premier prix en 1851 pour Les Grecs et les Troyens se disputent le corps de Patrocle.
Cette distinction lui permet de séjourner à partir de 1852 à la Villa Médicis, où il meurt le 2 juillet 1856 d’une crise de démence, compliquée d’une attaque de fièvre typhoïde. Sa dépouille est inhumée en l’église Saint-Louis des Français à Rome : un médaillon en marbre modelé par Charles Gumery et sculpté par Henri-Michel-Antoine Chapu y est apposé dans la nef.

## Œuvres
- Les Grecs et les Troyens se disputent le corps de Patrocle : bas-relief en plâtre représentant une scène mythologique avec lequel Bonnardel est récompensé par le prix de Rome de sculpture en 1851. Conservé à l’école des beaux-arts de Paris[2].
- Ruth glanant : statue en marbre datée de 1855. Conservé au musée du Louvre[3].
- Médaillon de Gustave Krauk : Portrait en médaillon du sculpteur qui partagea avec Bonnardel le prix de Rome en 1851. Cette œuvre a été exécutée en 1852 pendant le séjour de l’artiste à Villa Médicis. Conservé au musée d’Orsay[4].
- Vierge de Piété : acquise par l’État en 1857 après le décès du sculpteur, elle est conservée à l’église Saint-Germain-l’Auxerrois à Paris. Au décès de l’artiste, seule l’esquisse en plâtre avait pu être achevée et le marbre était à peine commencé. Les camarades de l'artiste obtinrent que le fonds de pension, destiné au défunt, leur fut reversé pour qu'ils puissent  terminer l’œuvre[5].
- Mercure assis : marbre réalisé pendant son séjour à Rome en 1854. C'est une copie d'après l'antique du musée de Naples. Conservé à l’école des beaux-arts de Paris[6].
- Saint Gengoux distribuant du pain aux pauvres : huile sur toile (200 x 188 cm) visible dans l'église Saint-Gengoux de Saint-Gengoux-le-National (Saône-et-Loire) et classée au titre des Monuments historiques depuis le 11 août 2017[7] (tableau peint en 1849).

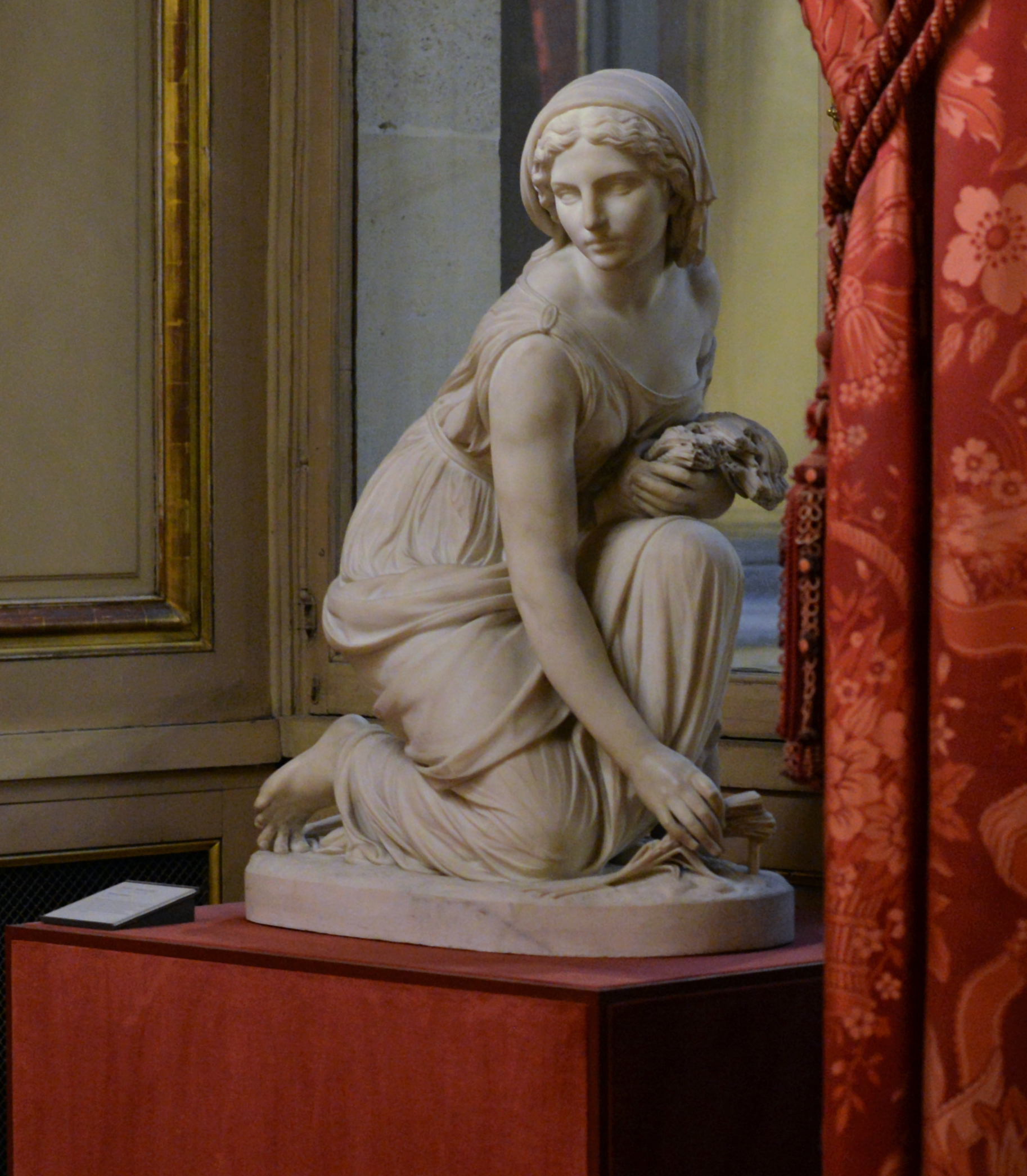
Ruth glanant (1855), musée du Louvre
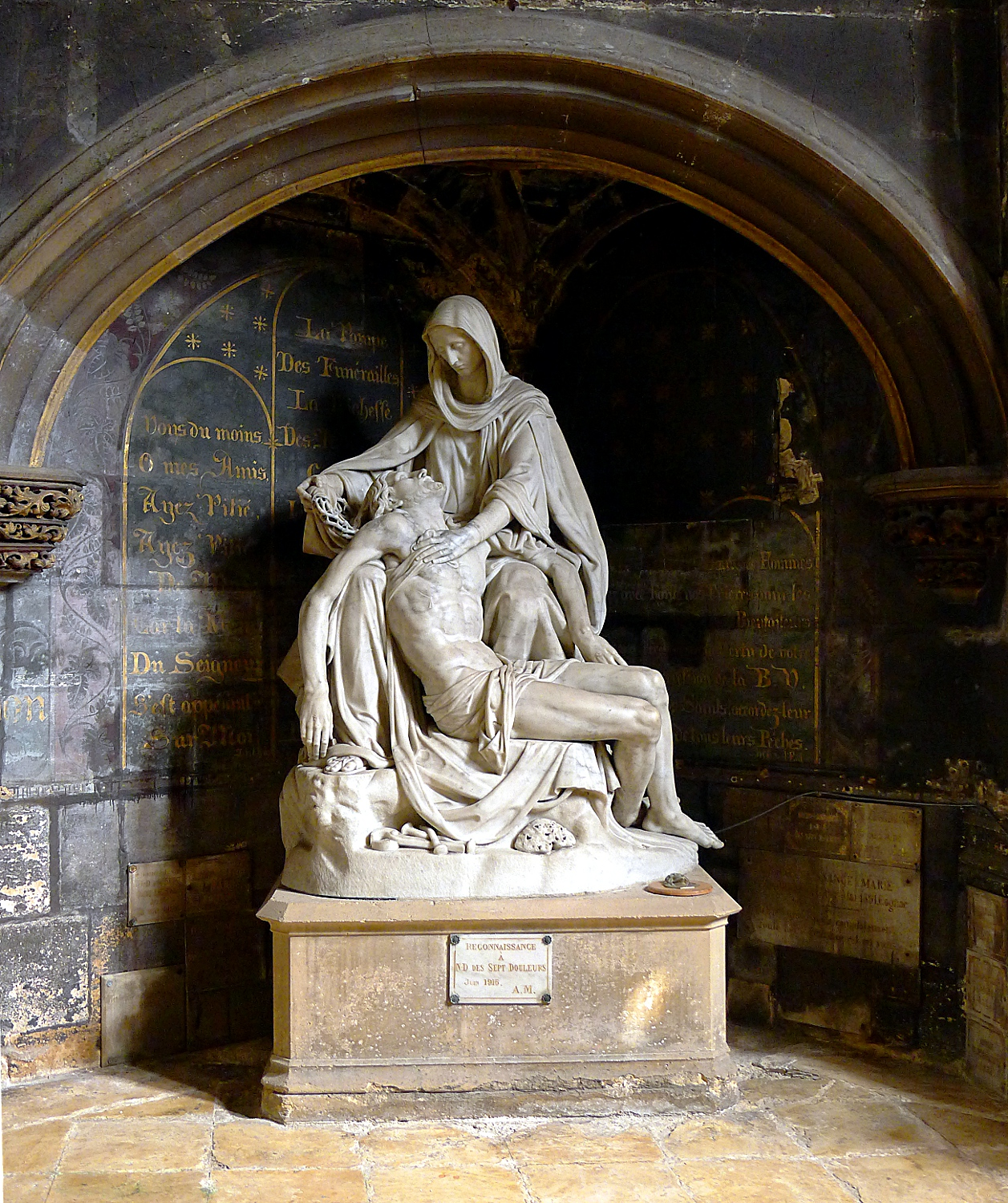
Vierge de Piété (1859), marbre, église Saint-Germain l'Auxerrois à Paris